# 松平直好
松平 直好（まつだいら なおよし）は、江戸時代中期の大名。越後国糸魚川藩の第2代藩主。官位は従五位下・兵庫頭、河内守。

## 生涯
元禄14年（1701年）9月25日、旗本・松平定員（さだかず、松平康尚の五男）の長男として誕生。
享保3年（1718年）、糸魚川藩初代藩主・松平直之の死去により、その養嗣子となって跡を継いだ。享保11年（1726年）7月に大坂加番、享保12年（1727年）に馬場先御門番、日光祭礼奉行などを務めた。そのための出費と江戸屋敷の焼失（享保16年（1731年））などが重なり藩財政が悪化した。
元文4年（1739年）2月16日に死去した。享年39。跡を四男・堅房が継いだ。

## 系譜
父母
- 松平定員（実父）
- 島田氏 ー 側室（実母）
- 松平直之（養父）

正室、継室
- 貞琳院 ー 本多助芳の娘（正室）
- 水野勝政の娘（継室）

側室
- 石原氏

子女
- 松平堅房（四男）生母は石原氏（側室）
- 松平近栄、生母は石原氏（側室）
- 松平直経
- 上田安虎室